# Polycarpa richeri
Polycarpa richeri är en sjöpungsart som beskrevs av Monniot 1987. Polycarpa richeri ingår i släktet Polycarpa och familjen Styelidae. Inga underarter finns listade i Catalogue of Life.